# At Carnegie Hall
At Carnegie Hall é o quinto álbum ao vivo da cantora e atriz estadunidense Liza Minnelli. Lançado em 1987, trata-se do primeiro trabalho da cantora lançado pelo selo independente Telarc Distribution.
As gravações ocorreram durante um período de três semanas na sala de espectáculos Carnegie Hall, localizada em Midtown Manhattan, na cidade de Nova Iorque, em 1987. A temporada de 17 dias de Minnelli no local, se tornou o período consecutivo mais longo na história da sala de concertos.
Minnelli cantou com uma orquestra de 47 músicos, com figurinos projetados por Halston. O repertório inclui clássicos do Great American Songbook, e de artistas como Al Jolson, Judy Garland, Ethel Merman e Charles Aznavour, ao mesmo tem que acena para o pop-rock contemporâneo na faixa "Somewhere Out There" de Linda Ronstadt e James Ingram, e seus compositores mais presentes, Kander e Ebb. Segundo o crítico Stephen Holden: "suas canções, arranjadas com imaginação por Marvin Hamlisch e conduzidas por Bill La Vorgna, foram acompanhadas por gestos decisivos e poderosamente ilustrativos".
O álbum foi lançado em um LP/CD duplo, com a gravação completa de duração de 83 minutos e totalmente digital. Além disso, foi lançada uma versão "Highlights" com os melhores momentos do álbum duplo com diminuição de 18 minutos de seu total, eliminando nove músicas no processo e reorganizando as restantes.

## Recepção crítica
| Críticas profissionais | Críticas profissionais |
| Avaliações da crítica  | Avaliações da crítica  |
| Fonte                  | Avaliação              |
| ---------------------- | ---------------------- |
| AllMusic               | [ 8 ]                  |
| AllMusic               | (Highlights)           |

William Ruhlmann, do site AllMusic, avaliou com três estrelas de cinco, e escreveu que a seleção do repertório foi bem escolhida e "resumiu brilhantemente a carreira de Minnelli" pois "misturou clássicos antigos com canções teatrais de sua própria era, incluindo, é claro, a dupla de compositores que escreveu muitas de suas canções emblemáticas, John Kander e Fred Ebb.
Ruhlmann também fez uma resenha para a versão Highlight do álbum, e avaliou com meia estrela a mais do que a edição completa. segundo ele, o "resultado foi uma gravação um tanto mais simplificada e ainda mais dominada pelo medley de Kander e Ebb [que ele considerou o melhor momento do álbum] que agora ocupava quase metade do tempo de execução".

## Desempenho comercial
Em 14 de novembro de 1987, o álbum estreou na parada de álbuns mais vendidos da revista Billboard, intitulada Billboard 200, na posição de número 176, a primeira aparição de Minnelli na tabela desde 1977, com a trilha sonora do filme New York, New York, do mesmo ano. Em 28 de novembro de 1987, atingiu seu pico na parada, na posição de número 156. No total, permaneceu por oito semanas na tabela, seu melhor desempenho nos anos de 1980, antes do lançamento de Results, de 1989.
A versão digital do álbum atingiu a posição de número 25, na parada musical do ITunes da França, em 25 de fevereiro de 2024.

## Lista de faixas
- Créditos adaptados do LP At Carnegie Hall, de 1987.[5]

| Disco 1 |                                             |                                                                                        |         |  |
| N.º     | Título                                      | Compositor(es)                                                                         | Duração |  |
| 1.      | "I Happen to Like New York"                 | Cole Porter                                                                            | 3:48    |  |
| 2.      | "Here I'll Stay / Our Love Is Here To Stay" | Alan Jay Lerner, Kurt Weill / George Gershwin, Ira Gershwin, Oscar Levant, Vernon Duke | 5:47    |  |
| 3.      | "Old Friends"                               | Stephen Sondheim                                                                       | 2:51    |  |
| 4.      | "I Never Has Seen Snow"                     | Harold Arlen, Truman Capote                                                            | 4:13    |  |
| 5.      | "If You Hadn't, But You Did"                | Betty Comden, Adolph Green, Jule Styne                                                 | 4:03    |  |
| 6.      | "I Don't Want To Know"                      | Jerry Herman                                                                           | 2:53    |  |
| 7.      | "Some People"                               | Jule Styne, Stephen Sondheim                                                           | 2:55    |  |
| 8.      | "How Deep Is the Ocean?"                    | Irving Berlin                                                                          | 2:35    |  |
| 9.      | "I Can See Clearly Now / I Can See It"      | Johnny Nash / Tom Jones, Harvey Schmidt                                                | 2:39    |  |
| 10.     | "Married / You Better Sit Down Kids"        | John Kander, Fred Ebb / Sonny Bono                                                     | 5:17    |  |
| 11.     | "Ring Them Bells"                           | Duke Ellington, Irving Mills                                                           | 5:46    |  |

| Disco 2 |                                                                                                   |                                                   |         |  |
| N.º     | Título                                                                                            | Compositor(es)                                    | Duração |  |
| 1.      | "The Sweetest Sounds"                                                                             | Richard Rodgers                                   | 2:04    |  |
| 2.      | "Toot Toot Tootsie"                                                                               | Ernie Erdman, Gus Kahn, Robert King, Ted Fio Rito | 1:25    |  |
| 3.      | "Buckle Down Winsocki"                                                                            | Hugh Martin, Ralph Blane                          | 0:44    |  |
| 4.      | "Alexander's Ragtime Band"                                                                        | Irving Berlin                                     | 3:17    |  |
| 5.      | "Somewhere Out There"                                                                             | Barry Mann, Cynthia Weil, James Horner            | 4:22    |  |
| 6.      | "Lonely Feet"                                                                                     | Jerome Kern, Oscar Hammerstein II                 | 2:29    |  |
| 7.      | "You Can Have Him / Time Heals Everything"                                                        | I. Berlin / J. Herman                             | 4:12    |  |
| 8.      | "Ebb & Kander Medley I: Liza With A "Z", All I Need Is One Good Break, Sing Happy, A Quiet Thing" | J. Kander, F. Ebb                                 |         |  |
| 9.      | "Ebb & Kander Medley II: Mein Herr, Money, Money, Maybe This Time"                                | J. Kander, F. Ebb                                 | 1:36    |  |
| 10.     | "Maybe This Time"                                                                                 | J. Kander, F. Ebb                                 | 2:56    |  |
| 11.     | "Ebb & Kander Medley III: I'm One Of The Smart Ones, Yes, City Lights, But The World Goes 'Round" | J. Kander, F. Ebb                                 | 8:02    |  |
| 12.     | "Cabaret"                                                                                         | J. Kander, F. Ebb                                 | 4:25    |  |
| 13.     | "Theme from New York, New York"                                                                   | J. Kander, F. Ebb                                 | 6:36    |  |

## Tabelas

### Tabelas semanais
| Tabela musical (1987)          | Melhor posição |
| ------------------------------ | -------------- |
| Estados Unidos (Billboard 200) | 156            |